# Calodexia townsendi
Calodexia townsendi là một loài ruồi trong họ Tachinidae.